# 凯瑟琳·穆松达
凯瑟琳·穆松达（英語：Catherine Musonda；1998年2月20日—），赞比亚女子足球运动员，司职守门员，目前效力于Indeni足球俱乐部和赞比亚国家女子足球队。她曾代表赞比亚参加2020年和2024年夏季奥林匹克运动会女子足球比赛。